# Luis Malla
Luis Fabián Malla Valenzuela (Ovalle, 16 de mayo de 1992) es un ingeniero de Ejecución en Administración de Empresas, dirigente social y político del Partido Liberal. Desde 2022 ejerce como diputado de la república por el Distrito N° 1 de la Región de Arica y Parinacota. Anteriormente se desempeñó como concejal de Arica.

## Biografía
Hijo de Amanda Valenzuela Robles.
Cursó sus estudios primarios en la Escuela Básica Vado de Topater de Calama y en el Liceo Domingo Santa María de Arica. La enseñanza media la realizó en el Liceo Santo Domingo de Arica, del que egresó en el año 2009. Posteriormente, estudió ingeniería en Ejecución en Administración de Empresas en la Universidad Tecnológica (INACAP), sede Arica, titulándose el 2015.
En el ámbito laboral, desde los 15 años es cantante, animador de eventos, promotor de distintas actividades de carácter social y talleres de liderazgo.
Inicia su trayectoria política en Arica como dirigente social. Fue consejero regional de la juventud de la Región de Arica y Parinacota. Promotor de actividades artísticas y culturales, como medio de transformación social de la juventud. Presidente de la Asociación de Jóvenes Artistas de Chile (AJA). Fundador y presidente del Consejo Binacional de la Juventud (Arica - Tacna).
En las elecciones municipales de 2016 fue elegido como concejal de Arica por el Partido Liberal, siendo parte de la lista Alternativa Democrática. Renunció al cargo el 20 de noviembre de 2020.
Para las elecciones parlamentarias de 2021 inscribió su candidatura a diputado por el Partido Liberal para el Distrito 1, de comunas de Arica, Camarones, General Lagos y Putre, en la coalición Nuevo Pacto Social. Fue elegido con 2.689 votos, correspondientes al 3,34% del total de los sufragios válidamente emitidos, siendo arrastrado por el gran porcentaje de votos obtenidos por su compañero de lista, Vlado Mirosevic. Asumió el cargo el 11 de marzo de 2022.

## Historial electoral

### Elecciones municipales de 2016
- Elecciones municipales de 2016 para el concejo municipal de Arica[3]

| Candidato                   | Pacto                            | Partido | Votos | %    | Resultado |
| --------------------------- | -------------------------------- | ------- | ----- | ---- | --------- |
| Juan Carlos Chinga Palma    | Chile Vamos RN e Independientes  | RN      | 2076  | 4,84 | Concejal  |
| Emilio Ulloa Valenzuela     | Chile Vamos RN e Independientes  | RN      | 1571  | 3,66 | Concejal  |
| Carlos Ojeda Murillo        | Alternativa Democrática          | PH      | 1548  | 3,61 | Concejal  |
| Elena Díaz Hevia            | Nueva Mayoría por Chile          | PCCh    | 1334  | 3,11 | Concejala |
| Dolores Cautivo Ahumada     | Nueva Mayoría por Chile          | PCCh    | 1274  | 2,97 |           |
| Luis Malla Valenzuela       | Alternativa Democrática          | ILP     | 1215  | 2,83 | Concejal  |
| Patricio Gálvez Cantillano  | Con la Fuerza del Futuro         | ILG     | 1206  | 2,81 | Concejal  |
| Cristián Rodríguez Sanhueza | Alternativa Democrática          | PL      | 1152  | 2,68 |           |
| Miriam Arenas Sandoval      | Poder Ecologista y Ciudadano     | ILC     | 1122  | 2,61 | Concejala |
| Verónica Foppiano Díaz      | Alternativa Democrática          | PL      | 1099  | 2,56 |           |
| Paul Carvajal Quiroz        | Alternativa Democrática          | PH      | 1095  | 2,55 | Concejal  |
| Daniel Chipana Castro       | Nueva Mayoría por Chile          | ILS     | 1002  | 2,33 | Concejala |
| Jaime Arancibia             | Chile Vamos UDI e Independientes | UDI     | 920   | 2,14 | Concejal  |

### Elecciones parlamentarias de 2021
- Elecciones parlamentarias de 2021, candidato a diputado por el distrito 1 (Arica, Camarones, General Lagos y Putre)[4]

| Candidato               | Pacto                   | Partido | Votos  | %     | Resultado |
| ----------------------- | ----------------------- | ------- | ------ | ----- | --------- |
| Vlado Mirosevic Verdugo | Nuevo Pacto Social      | PL      | 16 819 | 20.90 | Diputado  |
| Enrique Lee Flores      | Chile Podemos Más       | IND-PRI | 7309   | 9.01  | Diputado  |
| Diego Paco Mamani       | Chile Podemos Más       | RN      | 6739   | 8.93  |           |
| Marcelo Zara Pizarro    | Frente Social Cristiano | PRCh    | 6325   | 7.88  |           |
| Gladys Acuña Rosales    | Nuevo Pacto Social      | PS      | 5174   | 6.44  |           |
| Luis Rocafull López     | Nuevo Pacto Social      | PS      | 3921   | 4.88  |           |
| Karla Kepec Álvarez     | Frente Social Cristiano | PRCh    | 3838   | 4.78  |           |
| Rayko Karmelic Pavlov   | Partido de la Gente     | PDG     | 3825   | 4.76  |           |
| Ricardo Sanzana Oteíza  | Apruebo Dignidad        | FRVS    | 3314   | 4.13  |           |
| Camila Aguilar Torres   | Partido de la Gente     | PDG     | 3238   | 4.03  |           |
| Paloma Tapia Barrios    | Apruebo Dignidad        | PCCh    | 3090   | 3.85  |           |
| Nino Baltolu Rasera     | Chile Podemos Más       | UDI     | 2991   | 3.72  |           |
| Luis Malla Valenzuela   | Nuevo Pacto Social      | PL      | 2696   | 3.36  | Diputado  |